# Verbascum cylindrocarpum
Verbascum cylindrocarpum är en flenörtsväxtart som beskrevs av August Heinrich Rudolf Grisebach. Verbascum cylindrocarpum ingår i släktet kungsljus, och familjen flenörtsväxter. Inga underarter finns listade i Catalogue of Life.